# José Simón García de Cossio
José Simón García de Cossio (Corrientes, 29 de octubre de 1766 - 27 de julio de 1840) fue un abogado y político argentino, miembro de la Junta Grande de gobierno de su país y coautor de las cuatro primeras constituciones de su provincia, Corrientes.

## Biografía
Era el hijo del teniente de Gobernador de Corrientes, Juan García de Cossio  y de su esposa María Josefa de Zamudio Ruiz. En dicha ciudad comenzó su educación, que continuó en Buenos Aires y en la Universidad Mayor Real y Pontificia San Francisco Xavier de Chuquisaca, en la que se doctoró en jurisprudencia alrededor de 1795. En 1804 fue agente fiscal de la Audiencia de Buenos Aires, y estuvo por muchos años vinculado a este organismo.
Apoyó la Revolución de Mayo, y participó en el cabildo abierto del 22 de mayo de 1810, apoyando la posición de Cornelio Saavedra, de reemplazar al virrey por una Junta de Gobierno. La Primera Junta lo nombró fiscal general de la Audiencia, el cargo que había anhelado por muchos años. Pero ese mismo día, el 22 de junio, fue nombrado diputado por la Ciudad de Corrientes a la Junta Grande.
Se incorporó a la Junta en diciembre de ese año, y se unió al grupo liderado por Saavedra y el Deán Funes. Su actuación fue importante por su conocimiento legal.
Fue expulsado con el resto de los diputados del interior en diciembre de 1811. De regreso en Corrientes se dedicó a la abogacía. En 1814 fue, al mismo tiempo, juez de primera instancia y presidente del primer congreso provincial. Partidario del caudillo local Genaro Perugorría (rebelde contra el caudillo federal José Artigas), a la muerte de éste fue arrestado y llevado a presencia de Artigas. Volvió a ganar la confianza del caudillo oriental, y fue diputado por Corrientes al congreso de Arroyo de la China o Congreso de Oriente; desde allí viajó a Buenos Aires a tratar de firmar un acuerdo con el Directorio, que fracasó.
De regreso en Corrientes, fue enviado a tratar de firmar una alianza con el Paraguay, comisión en que tampoco tuvo éxito. En 1818 apoyó la revolución de su cuñado Vedoya contra los federales, y se lo nombró para dictar un reglamento para la provincia. Tras la derrota de su fracción huyó a Buenos Aires.
Fue fiscal civil y del crimen de la capital y asesor legal del Directorio. Ese mismo año participó en el juicio contra los franceses que habían conspirado contra el gobierno. Fue ministro de hacienda del Director José Rondeau, cargo que había ocupado antes por un corto período.
Tras la caída del Directorio, regresó a Corrientes al finalizar la crisis entre Francisco Ramírez y Artigas. Allí fue asesor legal del gobierno de Ramírez y fue uno de los autores de la constitución de la “República de Entre Ríos".
A la muerte del caudillo apoyó la revolución que devolvió la autonomía a Corrientes y fue autor del Estatuto Provisorio Constitucional, especie de constitución provincial. En 1822 fue ministro general del gobierno de Fernández Blanco. Dos años más tarde redactó las modificaciones a la constitución provincial.
Apoyó al gobernador Pedro Ferré en todos sus gobiernos, y fue diputado provincial. Participó en los comienzos de las rebeliones correntinas contra el gobernador porteño Juan Manuel de Rosas desde 1838 en adelante. Escribió una serie de notas en la prensa, defendiendo la postura federal y constitucional de Ferré contra la estrategia de Rosas. A fines de 1838 fue miembro de la comisión que reformó la constitución provincial (con lo que tuvo el extraño mérito de ser autor o coautor de las primeras cuatro constituciones que rigieron en su provincia). Esa fue su última actuación pública.